# Acallis falciferalis
Acallis falciferalis is een vlinder uit de familie van de snuitmotten (Pyralidae). De wetenschappelijke naam van de soort werd voor het eerst geldig gepubliceerd in 1891 door Émile Louis Ragonot.